# Dipodomys deserti
Il ratto canguro del deserto (Dipodomys deserti Stephens, 1887) è un roditore della famiglia Heteromyidae, diffuso in Nord America.

## Distribuzione e habitat
È presente nelle aree desertiche degli Stati Uniti sud-occidentali (California, Nevada, Utah e Arizona) e del Messico (Sonora e Baja California).

## Descrizione
Taglia: corpo, 30,5–38 cm; 18-21,5 cm 

## Biologia
Scava la tana in terreno incoerente, sabbioso ma ben drenato. Notturno, compie ampi spostamenti per trovare cibo. Poiché ha reni caratterizzati da un'ansa di Henle molto lunga è in grado di iperconcentrare le urine e trascorrere lunghi periodi senza acqua.

### Riproduzione
L'accoppiamento può effettuarsi in qualsiasi mese dell'anno. Dopo una gestazione di circa 30 giorni, nascono fino a 5 piccoli.